# Locomotiva BCB IIIs
Le locomotive gruppo IIIs delle Böhmische Commercialbahnen (BCB) erano un gruppo di locotender a vapore.
Furono costruite in 6 unità dalla Wiener Neustadt nel 1881–1882. Un'unità analoga venne costruita nel 1881 per la Bozen-Meraner Bahn (BMB), dove assunse il numero 3.
Nel 1906, con la nazionalizzazione della BMB, l'unità ad essa appartenente entrò nel parco delle ferrovie statali kkStB, dove fu classificata nel gruppo 397 con numero 397.01.
Nel 1909, con l'incorporazione del parco BCB nella kkStB, le 6 unità vennero numerate di seguito, come 397.02–07.
In seguito ai mutamenti territoriali conseguenti alla prima guerra mondiale, le 4 unità ancora in servizio pervennero alle ČSD cecoslovacche, che le classificarono nel gruppo 310.2, radiandole entro il 1930.